# ハード・アゲイン
『ハード・アゲイン』（Hard Again）は、アメリカ合衆国のブルース・ミュージシャン、マディ・ウォーターズが1977年に発表したスタジオ・アルバム。ブルー・スカイ・レコード移籍第1弾アルバムとして発表された作品で、オリジナルLPのカタログ番号はPZ 34449。

## 背景
マディ・ウォーターズは1975年にレコード契約を失うが、その後、ウォーターズのファンであったジョニー・ウィンターの助けを得て、CBSレコードのサブ・レーベルであるブルー・スカイ・レコードとの契約を得た。そして1976年10月、ウィンターのプロデュースによって本作がレコーディングされる。
本作にはウォーターズが過去に発表した曲の再演も含まれている。「マニッシュ・ボーイ」は、ウォーターズが1955年5月24日に録音して同年に発表した曲の再演で、当時のタイトルは「Manish Boy」だった。ウィリー・ディクスン作の「アイ・ウォント・トゥ・ビー・ラヴド」は1955年に発表された曲で、「アイ・キャント・ビー・サティスファイド」は1948年に発表された曲。また、2004年発売のリマスターCDにボーナス・トラックとして追加収録された「ウォーキング・スルー・ザ・パーク」は1959年に発表された曲の再演で、ジョニー・ウィンターのアルバム『ナッシン・バット・ザ・ブルース』（1977年）にも、ウォーターズ本人がゲスト参加したカヴァーが収録された。
1976年10月のセッションで録音された曲のうち「アイ・フィール・ライク・ゴーイング・ホーム」と「（マイ・アイズ）キープ・ミー・イン・トラブル」は本作から外されるが、1981年発表のアルバム『キング・ビー』（オリジナルLPのカタログ番号はPZ 37064）に収録された。

## 反響・評価
ウォーターズは本作で8年振りにBillboard 200入りを果たし、最高143位に達した。グラミー賞では最優秀トラディショナル・フォーク・アルバム賞を受賞し、自身4度目のグラミー受賞を果たした。

## 収録曲
特記なき楽曲はマディ・ウォーターズ（マッキンリー・モーガンフィールド）作。
1. マニッシュ・ボーイ - "Mannish Boy" (McKinley Morganfield, Ellas McDaniel, Mel London) - 5:23
2. バス・ドライヴァー - "Bus Driver" (M. Morganfield, Terry Abrahamson) - 7:44
3. アイ・ウォント・トゥ・ビー・ラヴド - "I Want to Be Loved" (Willie Dixon) - 2:20
4. ジェラス・ハーテッド・マン - "Jealous Hearted Man" - 4:23
5. アイ・キャント・ビー・サティスファイド - "I Can't Be Satisfied" - 3:28
6. ザ・ブルース・ハド・ア・ベイビー・アンド・ゼイ・ネイムド・イット・ロックンロール・パート2 - "The Blues Had a Baby and They Named It Rock And Roll (#2)" (M. Morganfield, Brownie McGhee) - 3:35
7. ディープ・ダウン・イン・フロリダ - "Deep Down in Florida" - 5:25
8. クロスアイド・キャット - "Crosseyed Cat" - 5:59
9. リトル・ガール - "Little Girl" - 7:06

### 2004年リマスターCDボーナス・トラック
1. ウォーキング・スルー・ザ・パーク - "Walking Through the Park" - 3:55

## 参加ミュージシャン
- マディ・ウォーターズ - ボーカル、ギター
- ジョニー・ウィンター - ギター、スクリーミング
- ボブ・マーゴリン - ギター
- ジェイムズ・コットン - ブルース・ハープ
- パイントップ・パーキンズ - ピアノ
- チャールズ・キャルミーズ - ベース
- ウィリー・"ビッグ・アイズ"・スミス - ドラムス